# Kościół Przemienienia Pańskiego w Poznaniu
Kościół Przemienienia Pańskiego w Poznaniu – późnogotycka świątynia przy zbiegu ulic Długiej i Garbary w Poznaniu należąca do Sióstr Miłosierdzia św. Wincentego á Paulo.

## Historia
Powstanie kościoła i przyległego do niego klasztoru wiąże się z osobą dziekana katedralnego ks. Andrzeja Kościeleckiego. Zgodnie z przekazem, księdzu leżącemu na łożu śmierci przyśnić się miała figura Salvator Mundi (Chrystusa Zbawiciela) znajdująca się w podziemiach bazyliki watykańskiej. Jednocześnie miał usłyszeć głos, który oznajmił mu, że odzyska zdrowie, jeśli sprowadzi figurę do Poznania.
Figurę sprowadzono, a dla opieki nad nią Kościelecki sprowadził bernardynki. Kościół i klasztor bernardynek, pierwotnie pod wezwaniem Chrystusa Zbawiciela, wzniesiono w latach 1595–1603. Rzeźba szybko została otoczona kultem jako cudowna.
Świątynię spalono podczas potopu szwedzkiego, lecz figura ocalała. Została ona przeniesiona do fary, gdzie znajdowała się do 1753 roku, a następnie powróciła do kościoła dominikanek.
Po wojnie ze Szwedami kościół dość szybko odbudowano, a z racji tego, że tradycyjny odpust w kościele przypadał 6 sierpnia, co w kalendarzu liturgicznym odpowiada świętu Przemienienia Pańskiego, ponownie konsekrowana świątynia otrzymała dzisiejsze wezwanie.
W 1821 roku władze pruskie dokonał kasaty klasztoru bernardynek, jednak już w 1822 roku opiekę nad nim przejęły szarytki sprowadzone przez założycielkę poznańskiego domu – Elżbietę Mycielską, przy wsparciu jej rodziców: Ludwika i Elżbiety z Mielżyńskich.

## Opis
Jest to jednonawowy kościół z wieżą przylegającą do północno-zachodniego narożnika oraz renesansową kruchtą wysuniętą przed północną elewację. Z zewnątrz budowla pokryta jest jednolitym tynkiem, a o jej gotyckim pochodzeniu świadczą jedynie masywne szkarpy.
W kruchcie znajduje się renesansowy portal z około 1600 roku.
Wnętrze przykrywa trójprzęsłowe sklepienie krzyżowo-żebrowe. Pokrywa je 12 scen namalowanych pierwotnie około 1750 roku w stylu baroku wielkopolskiego przez nieznanego autora. Ukazują one: 
PRZĘSŁO I - nad chórem muzycznym
1. Przegnanie złodziei
2. Kazanie św. Franciszka do ptaków
3. Modlitwa bernardynki pod krzyżem
4. Bernardynka na tle kościoła.

PRZĘSŁO II - środkowe
1. Uzdrawianie chorych i pomoc biednym
2. Procesja z figurą Chrystusa
3. św. Jana Kapistrana na czele krucjaty przeciwko Turkom
4. Św. Jan Kapistran – zwycięstwo wojsk chrześcijańskich.

PRZĘSŁO III - nad prezbiterium
1. Przemienienie na górze Tabor
2. Przyjęcie nowicjuszek do klasztoru bernardynek
3. Uzdrowienie księdza Kościeleckiego - wyjazd po figurę do Rzymu
4. Przywiezienie figury Jezusa Przemienionego - budowa kościoła.

W dużej części oryginalne freski nosiły nieodwracalne szkody spowodowane niewłaściwymi zabiegami malarskimi dokonanymi po II wojnie światowej. W latach 2005–2006 dokonano gruntownej renowacji sklepienia. Ze względu na zły stan tynków i malowidła na nowym otynkowaniu sklepiania odtworzono polichromie według uprzednio wykonanych szablonów. Polichromie wykonał poznański artysta malarz Piotr Paweł Drozdowicz. Łączna powierzchnia polichromii wynosi ok. 265 m². 
Na południowej ścianie znajdują się dwa wielkie malowidła. Z lewej wykonane na początku wieku XX przez Bolesława Łaszczyńskiego, przedstawia kopię Przemienienie na górze Tabor według Rafaela Santi zaś z prawej strony św. Ludwikę de Marillac wysyłającą do Polski pierwszą grupę sióstr miłosierdzia, a powyżej Św. Wincenty á Paulo, które wykonał Wacław Taranczewski w 1946. Na zachodniej ścianie znajduje się empora muzyczna wsparta na dwóch filarach. Pierwotnie był to chór klasztorny, jednak około 1900 roku umieszczono tam organy. Balustradę empory zdobią wizerunki św. Cecylii w towarzystwie grających aniołów.
Większość wyposażenia kościoła utrzymana jest w stylu neogotyckim i powstała około 1900 roku. Środkową część ołtarza zajmuje sprowadzona z Rzymu, wspomniana figura Salvator Mundi. Jest to polichromowana, drewniana rzeźba w stylu renesansowym powstała w połowie XVI wieku. Srebrna aureola na głowie Chrystusa powstała w XVII wieku, zaś w 1728 dodano srebrną, wysadzana szlachetnymi kamieniami sukienkę. Figura zasłaniana jest neogotyckim obrazem ukrzyżowania. W częściach bocznych ołtarza stoją figury Matki Bożej i św. Józefa. W zwieńczeniu figura Michała Archanioła. Za ołtarzem dwa witraże z pracowni Stanisława Powalisza z 1957 roku. Lewy ukazuje Najświętszą Marię Pannę ze św. Ludwiką de Marillac, zaś prawy Trójcę Świętą ze św. Wincentym á Paulo. Bocznie od ołtarza, w północno-wschodnim narożniku kościoła, figura św. Pawła, a po przeciwnej stronie św. Piotra.
Naprzeciwko wejścia, pod malowidłem św. Ludwiki wysyłającej mniszki i św. Wincentego á Paulo ołtarz boczny Niepokalanego Poczęcia Najświętszej Marii Panny. Zaś zarówno wejście z kruchty, jak i z zakrystii zdobią kamienne portale. W tym ostatnim znajdują się bogato zdobione okuciami drzwi. 
Pod emporą natomiast znajduje się tablica dobroczyńców kościoła: Ludwika, Elżbietę z Mielżyńśkich i Elżbietę Mycielskich. Wyposażenia świątyni dopełnia neoklasycystyczna chrzcielnica, neogotycka ława zdobiona maswerkiem oraz płaskorzeźba Chrystus wśród chorych i ubogich nad wejściem z kruchty.
Obecne zabudowania klasztorne powstały XVI i XVII wieku, a zostały przebudowane w XIX wieku. Skrzydło południowe posłużyło zakonnicom, przy wsparciu finansowym społeczeństwa miasta, do założenia szpitala, który przekształcił się z czasem w obecny Samodzielny Publiczny Szpital Kliniczny nr 1 Przemienienia Pańskiego Uniwersytetu Medycznego w Poznaniu. Natomiast w latach 1996-1997 skrzydło zachodnie i dolną część wieży przekształcono w aptekę.